# Antonio Celestino Cocchi
Antonio Celestino Cocchi (Fumone, 1685 – Roma, 24 novembre 1747) è stato un medico, botanico e scrittore italiano.

## Biografia
Antonio Celestino Cocchi  nacque nel 1685 da Cesare Cocchi e da Anna Maria Fantuzzi morì in Roma il 24 novembre 1747 presso il palazzo dei principi Borghese.
In Firenze iniziò ed ultimò gli studi letterari presso i Padri Calasanziani.
Successivamente in Roma, presso la Sapienza studiò filosofia e poi medicina laureandosi in quest'ultima disciplina il 13 agosto 1704.
Divenuto professore occupò le migliori cattedre di anatomia, di botanica e di medicina, il collegio medico di Roma lo nominò consulente dell'intero stato pontificio.
Papa Benedetto XIII incaricò il Cocchi di verificare i miracoli di San Giovanni Nepomuceno in qualità di revisore, scrittore e votante nelle cause di beatificazione e di santificazione.
Divenendo socio di diverse accademie europee fu in relazione con molte personalità tra cui  Giovanni Maria Lancisi e Giovanni Battista Morgagni.
Le sue opere, quasi tutte edite in Roma fra il 1723 ed il 1746, furono spesso confuse con quelle dell'omonimo Antonio Cocchi, fiorentino, di dieci anni più giovane, i cui lavori furono stampati in Firenze non prima del 1750.

## Opere
- Epistolae Physico-Medicae at Clarissimos Virus Lancisium Et Morgagnum - 1732
- Corticis Peruviani Vindiciae Dissertatio Physico-practica - 1746